# Gare de Vougeot - Gilly-lès-Cîteaux
La gare de Vougeot - Gilly-lès-Cîteaux est une gare ferroviaire française de la ligne de Paris-Lyon à Marseille-Saint-Charles, située sur le territoire de la commune de Gilly-lès-Cîteaux, à proximité de Vougeot, dans le département de la Côte-d'Or, en région Bourgogne-Franche-Comté.
C'est une halte ferroviaire de la Société nationale des chemins de fer français (SNCF) desservie par des trains du réseau TER Bourgogne-Franche-Comté.

## Situation ferroviaire
Établie à 238 m d'altitude, la gare de Vougeot - Gilly-lès-Cîteaux est située au point kilométrique (PK) 331,497 de la ligne de Paris-Lyon à Marseille-Saint-Charles, entre les gares de Gevrey-Chambertin et de Nuits-Saint-Georges.

## Fréquentation
De 2015 à 2023, selon les estimations de la SNCF, la fréquentation annuelle de la gare s'élève aux nombres indiqués dans le tableau ci-dessous.
| Année     | 2015   | 2016   | 2017   | 2018   | 2019   | 2020   | 2021   | 2022   | 2023   |
| --------- | ------ | ------ | ------ | ------ | ------ | ------ | ------ | ------ | ------ |
| Voyageurs | 41 974 | 31 697 | 32 250 | 28 416 | 36 550 | 29 538 | 28 560 | 50 564 | 52 191 |

## Service voyageurs

### Accueil
Halte SNCF, c'est un point d'arrêt non géré (PANG) à accès libre.

### Desserte
Vougeot - Gilly-lès-Cîteaux est desservie par des trains du réseau TER Bourgogne-Franche-Comté qui effectuent des missions entre les gares de Dijon-Ville et Chalon-sur-Saône.

### Intermodalité
Le parking des véhicules est possible à proximité immédiate de la halte SNCF.

## Filmographie
Malgré l'emprunt du nom de Vougeot, la scène de « L'arrestation de Peter », dans La Grande Vadrouille, film de Gérard Oury sorti en 1966, n'a jamais été tournée dans cette gare. C'est en fait la gare désaffectée de Santeny - Servon, aujourd’hui détruite, en Seine-et-Marne, située sur la ligne de Paris-Bastille à Marles-en-Brie qui a servi de décor au film. En effet, la gare de Vougeot située sur l'axe Paris - Lyon - Marseille ne pouvait faire l'objet d'un tournage qui nécessitait la fermeture de la ligne pendant une journée entière, ce qui explique le choix d'une gare située sur une ligne secondaire désaffectée.